# L'ambició dels homes
L'ambició dels homes (alemany: Der vermessene Mensch) és una pel·lícula dramàtica alemanya del 2023 dirigida per Lars Kraume. Protagonitzada per Leonard Scheicher com un etnòleg, la pel·lícula explica la història del genocidi herero i namaqua que es va perpetrar a l'Àfrica Sud-occidental Alemanya (actualment Namíbia) entre 1904 i 1908. Es va estrenar el 22 de febrer de 2023 al 73è Festival Internacional de Cinema de Berlín a la secció Berlinale Special. Va arribar als cinemes el 23 de març de 2023. Tracta sobre la història colonial d'Alemanya i relega els nama i els ovaherero. S'ha doblat i subtitulat al català.